# Mađarska nogometna reprezentacija
Mađarska nogometna reprezentacija predstavlja Mađarsku u nogometu, a pod vodstvom krovne organizacije Magyar Labdarúgó Szövetség. 
Šesdesetih godina prošloga stoljeća ova reprezentacija bila je jedna od najjačih reprezentija svijeta. Njezinu reprezentaciju prozvali su lakom konjicom. Ipak, u zadnjih tridesetak godina Mađarska je na samom europskom nogometnom dnu. Najveći uspjeh na EP-ima od 1972. joj je sretno izborena osmina finala EP-a 2016.
Iako već gotovo pola stoljeća ne pokazuje nikakve značajne rezultate u međunarodnome nogometu, mađarska nogometna reprezentacija ima zanimljivu statistiku. Naime, prema Elo ljestvici, na listi reprezentacija najvećeg ranga svih vremena, ova je reprezentacija zauzela čak 1. (prvo !) mjesto, dok je primjerice njemačka reprezentacija na istoj ljestvici zauzela drugo mjesto, engleska treće, a brazilska četvrto. Isto tako, mađarska je reprezentacija najuspješnija nogometna reprezentacija u povijesti nogometa na Olimpijskim igrama.

## Povijest

### Laka konjica
Najveći uspjeh zlatne generacija mađarskog nogometa bio je zlato na Olimpijskim igrama 1952. godine u Helsinkiju. U finalu je pobjeđena Jugoslavija s 2:0. golovima Puskása i Czibora.
Zlatni tim je u anale nogometa ušao pobjedom protiv Engleske u Londonu na Wembleyu 1953. godine. Rezultat je bio 6:3 za Mađare. To je bio prvi poraz Engleza na domaćem terenu od 1901. Mađarska je igrala u sastavu: Grosics (od 74. Šandor Geler), Buzanski, Lorant, Lantoš, Hidegkuti, Bozsik, Zakarijaš, Budaji, Kocsis, Puskás, Czibor, a strijelci su bili Hidegkuti (1',21',53'), Puskás (24',28'); Bozsik (50').
Sljedeći veliki uspjeh bilo je drugo mjesto na svjetskom prvenstvu 1954. u Bernu, Švicarska. U finalu Mađarska je igrala protiv SR Njemačke i izgubila rezultatom 2:3. Golove za Mađarsku su postigli Puskás i Czibor a za Njemačku Morlok i Ran (2). Prije početka svetskog prvenstva u Švicarskoj, mađarska reprezentacija je bila smatrana za glavnog favorita. Mađarska je bila u drugoj grupi zajedno s reprezentacijama Njemačke, Turske i Južne Koreje. U uvodnoj utakmici zabilježila je rekordnu pobjedu protiv reprezentacije Južne Koreje od 9:0, što je i danas najveća gol-razlika koja je postignuta na završnicama svjetskog prvenstva do tada. Drugu utakmicu mađarska reprezentacija je igrala protiv reprezentacije Zapadne Njemačke, i tu utakmicu je Mađarska dobila s uvjerljivih 8:3. Na ovoj utakmici ozljedu je zaradio najbolji mađarski igrač Ferenc Puskás, što ga je udaljilo s terena na sljedeće dvije važne utakmice. Međutim, Mađare to nije prviše brinulo jer su smatrali da su uvjerljivo bolji od svih ostalih reprezentacija i da se mogu probiti do finala i bez svog najboljeg igrača. U četvrtfinalu Mađari su se sastali s Brazilcima. Utakmica je trebala biti za pamćenje, i ostala je, ali ne po ljepoti igre već po grubostima. Isključeni su jedan mađarski (Jožef Bozsik 71') i dva brazilska igrača (Nilton Santos 71' i Humberto 79'). Na kraju utakmice, koja je završena rezultatom 4:2 za Mađare, brazilski igrači su uletjeli na klupu Mađara i izbila je velika tuča. Jedini koji nije sudjelovao u svemu ovome je bio Lorant Đula, koji je bio jedan od najčvršćih mađarskih obrambenih igrača.
Polufinale je donijelo jednu od najboljih utakmica. Rezultat u regularnih 90 minuta je bio 2:2, borba se vodila između branitelja titule svjetskog prvaka, Urugvaja i novih zvijezda na nogometnom nebu, Mađara. U produžecima, s dva gola koje je postigao glavom (po čemu je i bio poznat), Šandor Kocsis je osigurao svojoj reprezentaciji sudjelovanje u finalu.
U velikom finalu, protiv SR Njemačke, sastavu se pridružio nedovoljno oporavljeni kapetan Ferenc Puskás. Sastav Mađara je iz tog razloga bio izmijenjen u odnosu na prethodne dvije utakmice, tako da je reprezentacija Mađarske nastupila u sastavu: Grosics, Buzanski, Lorant, Lantoš, Bozsik, Zakarijaš, Czibor, Kocsis, Hidegkuti, Puskás i Tot. Ova imena su ulijevala strahopoštovanje protivniku i za nepunih osam minuta Mađarska je vodila s 2:0. U tim trenutcima se činilo da će se ponoviti rezultat iz natjecanja po grupama i da će Mađari slaviti uvjerljivu pobjedu. Međutim već u 18. minuti rezultat je glasio 2:2. Hladan tuš za Mađare. Od toga trenutka se vodila bespoštedna rovovska borba po kišnom okupanom terenu. Laka konjica je jurišala, ali bez uspjeha, sjajna Njemačka obrana je odolijevala svim iskušenjima. Odluka je pala u 84. minuti, kada je Ran presijekao jednu loptu, fintom izbacio mađarskog obrambenog igrača i sjajnim udarcem, u desnu stranu gola, smjestio loptu u mrežu pored nemoćnog golmana mađarske reprezentacije Grosicsa. Rezultat od 3:2 je ostao do posljednjeg sudačkog zvižduka koji je donio nevjericu i tugu u redove najboljeg sastava kojeg je Mađarska ikada imala.

### Novija povijest
2004. godine Lothar Matthäus postaje izbornikom Mađarske nogometne reprezentacije. Međutim,
Mađarska nacionalna vrsta nije se uspjela kvalificirati na Svjetsko prvenstvo, a niti rezultati postignuti tijekom kvalifikacija nisu opravdali skupi angažman njemačkog nogometnog znalca. U skupini s Hrvatskom, Švedskom, Bugarskom, Islandom i Maltom Mađari su zauzeli 4. mjesto, što nije bilo dovoljno da zadovolji čelne ljude u savezu. Kvalifikacije za EURO 2008 i SP 2010. donijele su još više razočaranja jer se Mađari opet nisu uspjeli kvalificirati na neko veliko natjecanje. Prvi put su Mađari izborili Europsko prvenstvo nakon pobjeda protiv Norveške u dodatnim kvalifikacijama u studenom 2015. godine. Bio je to prvi plasman na Europsko prvenstvo nakon 43 godine. Na Euru su zadnji put bili 1972. godine, a igrali su Svjetsko prvenstvo u Meksiku 1986. godine. U dvoboju osmine finala Europskog prvenstva u Francuskoj je Belgija s 4:0 svladala Mađarsku i izborila četvrtfinalni ogled s Walesom.

## Trenutačni sastav
Zadnji put ažurirano: 5. lipnja 2021.
| 0#0 | Poz. | Igrač                 | Datum rođenja (dob)           | Nastupi | Golovi | Klub               |
| --- | ---- | --------------------- | ----------------------------- | ------- | ------ | ------------------ |
| 1   | G    | Péter Gulácsi         | 6. svibnja 1990. (dob: 31)    | 37      | 0      | RB Leipzig         |
| 2   | B    | Ádám Lang             | 17. siječnja 1993. (dob: 28)  | 38      | 1      | Omonia             |
| 3   | B    | Ákos Kecskés          | 4. siječnja 1996. (dob: 25)   | 1       | 0      | Lugano             |
| 4   | B    | Attila Szalai         | 20. siječnja 1998. (dob: 23)  | 11      | 0      | Fenerbahçe S.K.    |
| 5   | B    | Attila Fiola          | 17. veljače 1990. (dob: 31)   | 34      | 1      | Fehérvár           |
| 6   | B    | Willi Orbán           | 3. studenoga 1992. (dob: 28)  | 20      | 5      | RB Leipzig         |
| 7   | B    | Loïc Négo             | 15. siječnja 1991. (dob: 30)  | 9       | 2      | Fehérvár           |
| 8   | V    | Ádám Nagy             | 17. lipnja 1995. (dob: 25)    | 46      | 1      | Bristol City       |
| 9   | N    | Ádám Szalai (kapetan) | 9. prosinca 1987. (dob: 33)   | 70      | 23     | Mainz 05           |
| 10  | V    | Tamás Cseri           | 15. siječnja 1988. (dob: 33)  | 3       | 0      | Mezőkövesd         |
| 11  | N    | Filip Holender        | 27. srpnja 1994. (dob: 26)    | 14      | 1      | Partizan           |
| 12  | G    | Dénes Dibusz          | 16. studenoga 1990. (dob: 30) | 14      | 0      | Ferencváros        |
| 13  | V    | András Schäfer        | 13. travnja 1999. (dob: 22)   | 4       | 0      | Dunajská Streda    |
| 14  | B    | Gergő Lovrencsics     | 1. rujna 1988. (dob: 32)      | 39      | 1      | Ferencváros        |
| 15  | V    | László Kleinheisler   | 8. travnja 1994. (dob: 27)    | 32      | 3      | Osijek             |
| 16  | V    | Dániel Gazdag         | 2. ožujka 1996. (dob: 25)     | 6       | 1      | Philadelphia Union |
| 17  | V    | Roland Varga          | 23. siječnja 1990. (dob: 31)  | 21      | 3      | MTK Budapest       |
| 18  | V    | Dávid Sigér           | 30. studenoga 1990. (dob: 30) | 12      | 1      | Ferencváros        |
| 19  | V    | Kevin Varga           | 30. ožujka 1996. (dob: 25)    | 6       | 1      | Kasımpaşa          |
| 20  | N    | Roland Sallai         | 22. svibnja 1997. (dob: 24)   | 22      | 4      | SC Freiburg        |
| 21  | B    | Endre Botka           | 25. kolovoza 1994. (dob: 26)  | 9       | 0      | Ferencváros        |
| 22  | G    | Ádám Bogdán           | 27. rujna 1987. (dob: 33)     | 20      | 0      | Ferencváros        |
| 23  | N    | Nemanja Nikolić       | 31. prosinca 1987. (dob: 33)  | 37      | 8      | Fehérvár           |
| 24  | N    | Szabolcs Schön        | 27. rujna 2000. (dob: 20)     | 0       | 0      | FC Dallas          |
| 25  | N    | János Hahn            | 15. ožujka 1995. (dob: 26)    | 0       | 0      | Paks               |
| 26  | B    | Bendegúz Bolla        | 22. studenoga 1999. (dob: 21) | 0       | 0      | Fehérvár           |

## Statistike
| Broj | Igrač             | Godine           | Nastupi | Golovi |
| ---- | ----------------- | ---------------- | ------- | ------ |
| 01   | Gábor Király      | 1998. – 2016.    | 108     | 0      |
| 01   | Balázs Dzsudzsák* | 2007. – trenutno | 108     | 21     |
| 3    | József Bozsik     | 1947. – 1962.    | 101     | 11     |
| 4    | Zoltán Gera       | 2002. – 2017.    | 97      | 26     |
| 5    | Roland Juhász     | 2004. – 2016.    | 95      | 6      |
| 6    | László Fazekas    | 1968. – 1983.    | 92      | 24     |
| 7    | Gyula Grosics     | 1947. – 1962.    | 86      | 0      |
| 8    | Ferenc Puskás     | 1945. – 1956.    | 85      | 84     |
| 9    | Imre Garaba       | 1980. – 1991.    | 82      | 3      |
| 10   | Sándor Mátrai     | 1956. – 1967.    | 81      | 0      |

| Broj | Igrač            | Godine        | Golovi | Nastupi |
| ---- | ---------------- | ------------- | ------ | ------- |
| 1    | Ferenc Puskás    | 1945. – 1956. | 84     | 85      |
| 2    | Sándor Kocsis    | 1948. – 1956. | 75     | 68      |
| 3    | Imre Schlosser   | 1906. – 1927. | 59     | 68      |
| 4    | Lajos Tichy      | 1955. – 1964. | 51     | 72      |
| 5    | György Sárosi    | 1931. – 1943. | 42     | 62      |
| 6    | Nándor Hidegkuti | 1945. – 1958. | 39     | 69      |
| 7    | Ferenc Bene      | 1962. – 1979. | 36     | 76      |
| 0 8  | Tibor Nyilasi    | 1975. – 1985. | 32     | 70      |
| 0 8  | Gyula Zsengellér | 1936. – 1947. | 32     | 39      |
| 10   | Flórián Albert   | 1959. – 1974. | 31     | 75      |

## Utakmice
2016.
| Prijateljska 26.3.2016. | Mađarska      | 1 : 1    | Hrvatska      | Budimpešta, Mađarska                                              |  |
| 18:00                   | 79' Dzsudzsák | Izvješće | Mandžukić 27' | Igralište: Groupama Arena Gledatelja: 22.000 Sudac: Radek Příhoda |  |

| Prijateljska 20.5.2016. | Mađarska | 0 : 0            | Obala Bjelokosti | Budimpešta, Mađarska                            |  |
| 18:00                   |          | Izvješće (engl.) |                  | Igralište: Groupama Arena Sudac: Vlado Glođović |  |

| Prijateljska 4.6.2016. | Njemačka                   | 2 : 0            | Mađarska | Gelsenkirchen, Njemačka                                                 |  |
| 18:00                  | 39' Lang (a.g.) 63' Müller | Izvješće (engl.) |          | Igralište: Veltins-Arena Gledatelja: 52.104 Sudac: Martin Strömbergsson |  |

| EP 2016. 14.6.2016. | Austrija | 0 : 2            | Mađarska               | Bordeaux, Francuska                                                   |  |
| 18:00               |          | Izvješće (engl.) | Szalai 62' Stieber 87' | Igralište: Matmut Atlantique Gledatelja: 34.424 Sudac: Clément Turpin |  |

| EP 2016. 18.6.2016. | Island                | 1 : 1            | Mađarska             | Marseille, Francuska                                                |  |
| 18:00               | 40' Sigurðsson (pen.) | Izvješće (engl.) | Sævarsson 88' (a.g.) | Igralište: Stade Vélodrome Gledatelja: 60.842 Sudac: Sergej Karasev |  |

| EP 2016. 22.6.2016. | Mađarska                             | 3 : 3            | Portugal                         | Lyon, Francuska                                      |  |
| 18:00               | 19' Gera 47' Dzsudzsák 55' Dzsudzsák | Izvješće (engl.) | Nani 42' Ronaldo 50' Ronaldo 62' | Igralište: Stade des Lumières Sudac: Martin Atkinson |  |

| EP 2016. 26.6.2016. | Mađarska | 0 : 4            | Belgija                                                  | Toulouse, Francuska                                                  |  |
| 21:00               |          | Izvješće (engl.) | Alderweireld 10' Batshuayi 78' Hazard 80' Carrasco 90+1' | Igralište: Stadium Municipal Gledatelja: 28.921 Sudac: Milorad Mažić |  |

| Kvalifikacije SP 6.9.2016. | Farski otoci | 0 : 0            | Mađarska | Tórshavn, Farski Otoci                                       |  |
| 20:45                      |              | Izvješće (engl.) |          | Igralište: Tórsvøllur Gledatelja: 3.500 Sudac: Slavko Vinčić |  |

| Kvalifikacije SP 7.10.2016. | Mađarska              | 2 : 3                    | Švicarska                               | Budimpešta, Mađarska                                              |  |
| 20:45                       | 53' Szalai 71' Szalai | Izvješće (engl.) (engl.) | Seferović 51' Rodríguez 67' Stocker 89' | Igralište: Groupama Arena Gledatelja: 21.000 Sudac: Björn Kuipers |  |

| Kvalifikacije SP 10.10.2016. | Latvija | 0 : 2            | Mađarska               | Riga, Latvija                              |  |
| 20:45                        |         | Izvješće (engl.) | Gyurcsó 10' Szalai 77' | Igralište: Skonto stadion Sudac: Paweł Gil |  |

| Kvalifikacije SP 13.11.2016. | Mađarska                                 | 4 : 0            | Andora | Budimpešta, Mađarska                                                    |  |
| 20:45                        | 33' Gera 43' Lang 73' Gyurcsó 88' Szalai | Izvješće (engl.) |        | Igralište: Groupama Arena Gledatelja: 21.344 Sudac: Nicolaides Christos |  |

| Prijateljska 15.11.2016. | Mađarska | 0 : 2            | Švedska                | Budimpešta, Mađarska                                             |  |
| 20:45                    |          | Izvješće (engl.) | Larsson 30' Thelin 67' | Igralište: Groupama Arena Gledatelja: 16.842 Sudac: Paolo Valeri |  |

2017.
| Kvalifikacije SP 25.3.2017. | Portugal | – | Mađarska | Portugal |  |
| 20:45                       |          |   |          |          |  |

| Kvalifikacije SP 9.6.2017. | Andora | – | Mađarska | Andorra la Vella, Andora   |  |
| 20:45                      |        |   |          | Igralište: Estadi Nacional |  |

| Kvalifikacije SP 31.8.2017. | Mađarska | – | Latvija | Mađarska |  |
| 20:45                       |          |   |         |          |  |

| Kvalifikacije SP 3.9.2017. | Mađarska | – | Portugal | Mađarska |  |
|                            |          |   |          |          |  |

| Kvalifikacije SP 7.10.2017. | Švicarska | – | Mađarska | Švicarska |  |
| 20:45                       |           |   |          |           |  |

| Kvalifikacije SP 000010.10.2017. | Mađarska | – | Farski otoci | Mađarska |  |
| 20:45                            |          |   |              |          |  |

## Uspjesi na velikim natjecanjima
| Prvenstvo                    | Rezultat              |
| ---------------------------- | --------------------- |
| Urugvaj 1930.                | Nije sudjelovala      |
| Italija 1934.                | Četvrtzavršnica       |
| Francuska 1938.              | 000Drugo mjesto       |
| Brazil 1950.                 | Nije sudjelovala      |
| Švicarska 1954.              | 000Drugo mjesto       |
| Švedska 1958.                | Grupna faza           |
| Čile 1962.                   | Četvrtzavršnica       |
| Engleska 1966.               | Četvrtzavršnica       |
| Meksiko 1970.                | Nije se kvalificirala |
| SR Njemačka 1974.            | Nije se kvalificirala |
| Argentina 1978.              | Grupna faza           |
| Španjolska 1982.             | Grupna faza           |
| Meksiko 1986.                | Grupna faza           |
| Italija 1990.                | Nije se kvalificirala |
| SAD 1994.                    | Nije se kvalificirala |
| Francuska 1998.              | Nije se kvalificirala |
| Južna Koreja i Japan 2002.   | Nije se kvalificirala |
| Njemačka 2006.               | Nije se kvalificirala |
| Južnoafrička Republika 2010. | Nije se kvalificirala |
| Brazil 2014.                 | Nije se kvalificirala |
| Rusija 2018.                 | Nije se kvalificirala |

| Prvenstvo                  | Rezultat              |
| -------------------------- | --------------------- |
| Francuska 1960.            | Nije se kvalificirala |
| Španjolska 1964.           | 0000Treće mjesto      |
| Italija 1968.              | Nije se kvalificirala |
| Belgija 1972.              | Četvrto mjesto        |
| Jugoslavija 1976.          | Nije se kvalificirala |
| Italija 1980.              | Nije se kvalificirala |
| Francuska 1984.            | Nije se kvalificirala |
| SR Njemačka 1988.          | Nije se kvalificirala |
| Švedska 1992.              | Nije se kvalificirala |
| Engleska 1996.             | Nije se kvalificirala |
| Belgija i Nizozemska 2000. | Nije se kvalificirala |
| Portugal 2004.             | Nije se kvalificirala |
| Austrija i Švicarska 2008. | Nije se kvalificirala |
| Poljska i Ukrajina 2012.   | Nije se kvalificirala |
| Francuska 2016.            | Osmina finala         |
| Europa 2020.               | –                     |

## Poznati igrači
| - Flórián Albert - István Avar - Ferenc Bene - József Bozsik - Zoltán Czibor - Ferenc Deák - Lajos Détári - Antal Dunai II - László Fazekas - Miklós Fehér - Károly Fogl II - József Fogl III - Zoltán Gera - János Göröcs |  | - Gyula Grosics - Nándor Hidegkuti - József Kardos - József Kiprich - Gábor Király - Sándor Kocsis - Kálmán Kovács - István Kozma - Ladislao Kubala - Kálmán Mészöly - Vasile Miriuţă - István Nyers - Tibor Nyilasi - György Orth |  | - Coshov Partos - Ferenc Puskás - György Sárosi - Alfréd Schaffer - Imre Schlosser - Ernő Solymosi - Ferenc Szusza - Lajos Tichy - József Tóth - András Törőcsik - Jenő Vincze - Sándor Zámbó - Gyula Zsengellér |  | - Nikola Pančić - Ivan Dujmov - Antun Dujmov (Dunai II) |

## Izbornici
| Godine        | Drž. | Izbornici                            |
| ------------- | ---- | ------------------------------------ |
| 1902. – 1904. |      | Ferenc Gillemot                      |
| 1904. – 1906. |      | Ferenc Stobbe                        |
| 1906.         |      | Alfréd Hajós                         |
| 1907. – 1908. |      | Ferenc Stobbe                        |
| 1908. – 1911. |      | Frigyes Minder                       |
| 1911. – 1914. |      | Ede Herczog                          |
| 1914. – 1917. |      | Frigyes Minder                       |
| 1918. – 1919. |      | Ákos Fehéry                          |
| 1919.         |      | Frigyes Minder                       |
| 1920.         |      | József Harsády                       |
| 1920.         |      | Lajos Tibor                          |
| 1921. – 1924. |      | Gyula Kiss                           |
| 1924.         |      | Ödön Holits                          |
| 1924. – 1926. |      | Lajos Máriássy                       |
| 1926. – 1928. |      | Gyula Kiss                           |
| 1926. – 1928. |      | Gyula Kiss                           |
| 1928. – 1929. |      | János Földessy                       |
| 1930.         |      | Mihály Pataki                        |
| 1930.         |      | Frigyes Minder                       |
| 1930. – 1932. |      | Lajos Máriássy                       |
| 1932. – 1934. |      | Ödön Nádas                           |
| 1934. – 1939. |      | Károly Dietz                         |
| 1939. – 1941. |      | Dénes Ginzery                        |
| 1941.         |      | József Fábián                        |
| 1941.         |      | Dénes Ginzery                        |
| 1942.         |      | József Fábián                        |
| 1942. – 1943. |      | Kálmán Vághy                         |
| 1945. – 1948. |      | Tibor Gallowich                      |
| 1949. – 1956. |      | Gusztáv Sebes                        |
| 1956. – 1957. |      | Márton Bukovi                        |
| 1957.         |      | Lajos Baróti Károly Lakat Károly Sós |
| 1966. – 1967. |      | Rudolf Illovszky                     |
| 1968. – 1969. |      | Károly Sós                           |
| 1970. – 1971. |      | József Hoffer                        |
| 1971. – 1974. |      | Rudolf Illovszky                     |
| 1974.         |      | József Bozsik                        |
| 1974. – 1975. |      | Ede Moór                             |

| Godine        | Drž. | Izbornici        |
| ------------- | ---- | ---------------- |
| 1975.         |      | János Szőcs      |
| 1975. – 1978. |      | Lajos Baróti     |
| 1978. – 1979. |      | Ferenc Kovács    |
| 1979. – 1980. |      | Károly Lakat     |
| 1980. – 1983. |      | Kálmán Mészöly   |
| 1983. – 1986. |      | György Mezey     |
| 1986.         |      | Imre Komora      |
| 1987.         |      | József Verebes   |
| 1987.         |      | József Verebes   |
| 1987.         |      | József Garami    |
| 1988.         |      | László Bálint    |
| 1988.         |      | György Mezey     |
| 1989.         |      | Bertalan Bicskei |
| 1990. – 1991. |      | Kálmán Mészöly   |
| 1991.         |      | Róbert Glázer    |
| 1992. – 1993. |      | Imre Jenei       |
| 1993.         |      | Ferenc Puskás    |
| 1993. – 1994. |      | József Verebes   |
| 1994. – 1995. |      | Kálmán Mészöly   |
| 1996. – 1997. |      | János Csank      |
| 1998. – 2001. |      | Bertalan Bicskei |
| 2001. – 2003. |      | Imre Gellei      |
| 2004. – 2005. |      | Lothar Matthäus  |
| 2006.         |      | Péter Bozsik     |
| 2006. – 2008. |      | Péter Várhidi    |
| 2008. – 2010. |      | Erwin Koeman     |
| 2010. – 2013. |      | Sándor Egervári  |
| 2013.         |      | József Csábi     |
| 2013. – 2014. |      | Attila Pintér    |
| 2014. – 2015. |      | Pál Dárdai       |
| 2015. – 2017. |      | Bernd Storck     |
| 2017.         |      | Zoltán Szélesi   |
| 2017. – 2018. |      | Georges Leekens  |
| 2018. – danas |      | Marco Rossi      |

## Vanjske poveznice
- Mađarski nogometni savez
- Mađarski nogomet (forum)
- RSSSF arhiva rezultata
- RSSSF archiva Igrači s najviše nastupa i najbolji strijelci
- RSSSF arhiva Treneri
- Najbolja mađarska momčad svih vremena[neaktivna poveznica]
- Kronološki popis trenera